# Steve Jackson Games, Inc. против Секретной службы США
Steve Jackson Games, Inc. против Секретной службы США, 816 F. Supp. 432 (W.D. Tex. 1993) — судебное разбирательство, связанное с проведённым Секретной службой США обыском в штаб-квартире Steve Jackson Games (SJG) в Остине, штат Техас. Этот инцидент, наряду с не связанной с ним операцией Секретной службы «Сандевил», стал одним из поводов к созданию Фонда электронных рубежей.

## Обыск
В октябре 1988 года телекоммуникационной компании Bell South стало известно, что один из внутренних документов, касавшихся функционирования системы 9-1-1, был размещён на BBS в Иллинойсе. В июле 1989 года эта информация была передана в Секретную службу. В феврале 1990 года Секретная служба установила, что документ был размещён на BBS «Phoenix», находившейся в Остине. Владельцем BBS был Лойд Блэнкеншип, известный как автор «Манифеста хакера». В то время он являлся работником SJG и был модератором на BBS «Illuminati», принадлежавшей этой компании. Секретная служба сочла, что имеются достаточные основания для обыска компьютеров, принадлежащих Блэнкеншипу и его работодателю. 28 февраля 1990 года был получен ордер на обыск.
1 марта 1990 года Секретная служба произвела обыск, в результате которого были изъяты 3 компьютера, принадлежавшие SJG, и более 300 дискет. Среди материалов, к которым получила доступ Секретная служба, была личная электронная почта сотрудников SJG и готовившаяся к публикации книга правил ролевой игры GURPS Cyberpunk, автором которой являлся Блэнкеншип. Никакой информации, имевшей отношение к документу Bell South, обнаружено не было, однако книга GURPS Cyberpunk вызвала интерес у агентов: её сочли «руководством по совершению киберпреступлений», несмотря на все попытки владельца SJG Стива Джексона объяснить, что речь идёт исключительно о вымышленных хакерских атаках и актах кибершпионажа. Изъятое оборудование было возвращено в июне 1990 года. По воспоминаниям Стива Джексона, оно находилось в непригодном для использования состоянии. Многие материалы были утрачены. Рукопись GURPS Cyberpunk пришлось восстанавливать практически «с нуля», из-за чего сроки публикации были сорваны, а компании пришлось уволить нескольких сотрудников.

## Судебный процесс
SJG подало иск к Секретной службе с требованием взыскания упущенной выгоды из-за невозможности использовать компьютеры. Стив Джексон и три других сотрудника компании также предъявили иск в связи с нарушением неприкосновенности частной жизни, указывая, что изъятие оборудования нарушало Закон о защите частной жизни (англ. Privacy Protection Act) 1980 года, Закон о конфиденциальности электронных сообщений (англ. Electronic Communications Privacy Act) и Закон о хранимых сообщениях (англ. Stored Communications Act). Лойд Блэнкеншип стороной какого-либо из исков не был.
Дело было рассмотрено в 1993 году в Окружном суде по Западному округу Техаса. Суд удовлетворил два из трёх требований SJG и взыскал в их пользу 50 тысяч долларов в виде определённой законом компенсации ущерба и 250 тысяч долларов судебных расходов. При этом в выплате компенсации было отказано. Судья отметил, что Стив Джексон на момент обыска практически не занимался делами компании, что почти довело её до банкротства, однако его возврат к активной деятельности, вызванный инцидентом, привёл к тому, что дела компании пошли в гору. Также судья вынес порицание в адрес Секретной службы, назвав «сырой» их подготовку к получению ордера на обыск, и отметив, что им стоит «получше подучить» имеющие отношение к делу законы. Согласно решению суда, у Секретной службы не было никаких оснований подозревать SJG в каком-либо правонарушении.
Третье требование SJG, связанное с получением доступа к электронной переписке, было удовлетворено Апелляционным судом пятого округа США в октябре 1994 года. В качестве amicus curiae в апелляции принимал участие Фонд электронных рубежей.
Книга правил GURPS Cyberpunk на странице с перечислением внёсших вклад в её составление упоминает «Непрошенные комментарии: Секретная служба США».